# Secca di James
La Secca di James o Banco di James (in inglese James Shoal, in malese Beting Serupai, in cinese 曾母暗沙S, Zēngmǔ ÀnshāP) è una zona di bassofondo situata nelle acque del Mar Cinese Meridionale, al largo della costa occidentale dell'isola del Borneo.
Benché si tratti di una zona perennemente posta sotto la superficie del mare, la Repubblica Popolare Cinese rivendica ufficialmente l'area della secca come parte del suo territorio nazionale in ossequio alla politica della "linea dei nove tratti"; nei testi cinesi, la Secca di James è descritta come "il punto più meridionale della Cina". Le pretese cinesi non sono riconosciute dagli altri Stati affacciati sul bacino del Mar Cinese Meridionale, e la Secca di James è amministrata de facto dalla Malaysia in quanto rientrante nei confini della sua piattaforma continentale.

## Geografia
La Secca di James si trova nella parte sud-orientale del Mar Cinese Meridionale, a circa 63 miglia nautiche a ovest della costa della regione del Sarawak nell'isola del Borneo. La secca è perennemente sommersa dall'acqua del mare, che in quel punto raggiunge una profondità di circa 22 metri.

## Storia

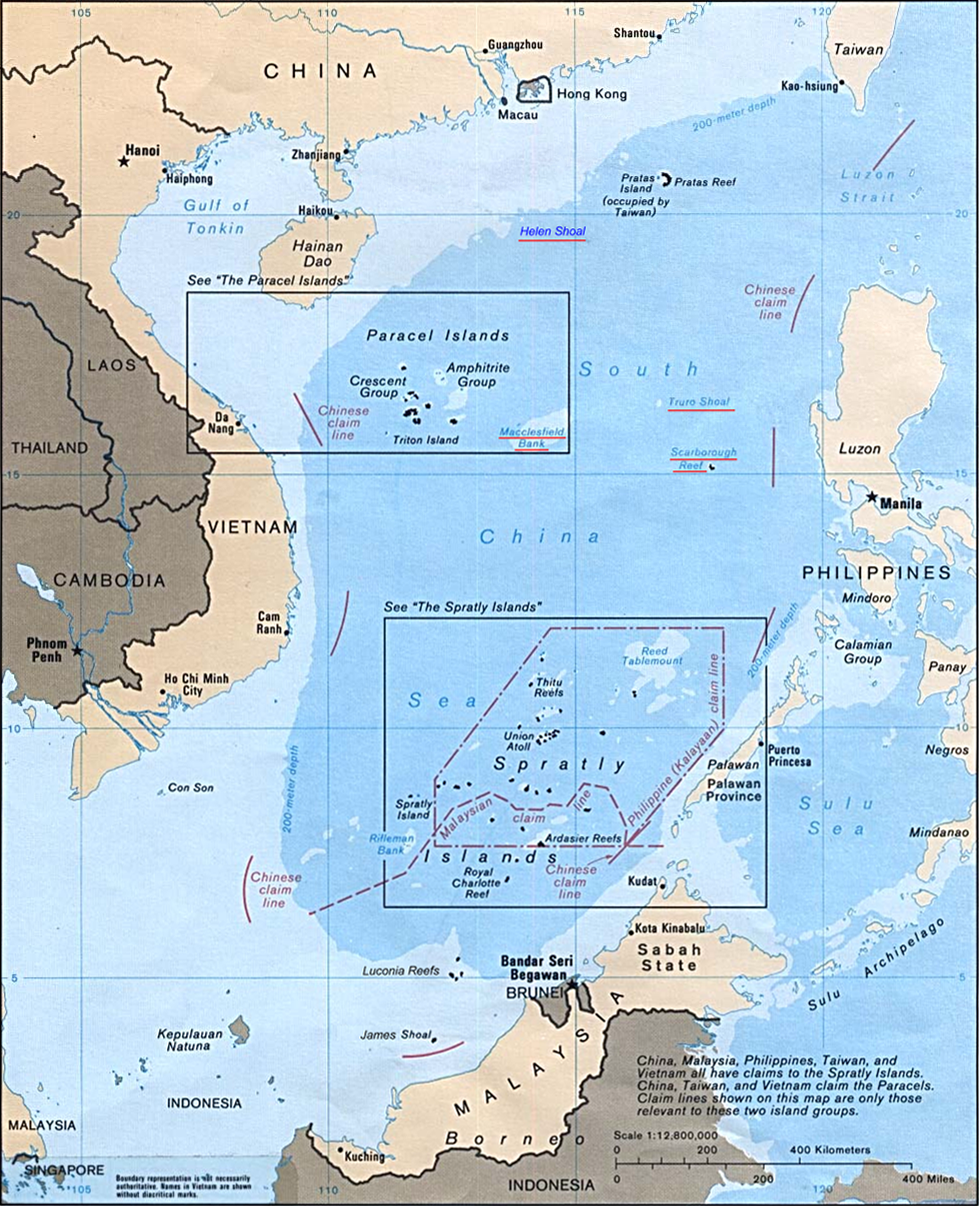
Carta del Mar Cinese Meridionale con indicata (in rosso) la "linea dei nove tratti" che racchiude l'area ufficialmente rivendicata dalla Cina; la Secca di James si trova nelle vicinanze del "tratto" più meridionale della linea

La Secca di James venne individuata chiaramente e mappata per la prima volta dalla autorità del Regno Unito all'inizio del XIX secolo, durante le periodiche campagne di ricerca idrografica condotte dalle navi della Royal Navy nella zona; la secca fu indicata per la prima volta su una carta nautica dell'Ammiragliato britannico degli anni 1870.
Le pretese cinesi sulla secca ebbero inizio nel 1933, quando l'allora Repubblica di Cina istituì un comitato di ispezione ufficiale per catalogare ogni parte del suo territorio, sulla terraferma e in mare; privo di mezzi per svolgere indagini idrografiche complesse, per l'area del Mar Cinese Meridionale il comitato si appoggiò alle esistenti mappe nautiche dell'Ammiragliato britannico e indicò la zona della Secca di James con il nome cinese di Zēngmǔ Tan, apparentemente equivocando sulla sua natura e indicando il punto come un banco di sabbia (Tan) posto sopra il livello del mare piuttosto che come una zona di bassofondo. In seguito, nel 1947 la Cina avanzò formali rivendicazioni territoriali su buona parte delle isole, scogli e atolli corallini del Mar Cinese Meridionale, pubblicando mappe ufficiali dei suoi confini marittimi che li racchiudevano nella loro totalità (la cosiddetta "linea dei nove tratti"); in queste nuove mappe la Secca di James fu catalogata come "barriera corallina" (Zēngmǔ Ànshā). Nonostante il bassofondo giaccia sotto il livello del mare, da allora la Repubblica Popolare Cinese (e di rimando il governo di Taiwan) considera Zēngmǔ Ànshā come una caratteristica terrestre parte del territorio nazionale della Cina; il concetto è stato talmente introiettato nella società cinese, e tutti i testi scolastici indicano Zēngmǔ Ànshā come "il punto più meridionale della Cina". La definizione della "linea dei nove tratti", la quale racchiude sotto il controllo cinese circa il 90% dell'estensione del Mar Cinese Meridionale, è tuttavia rigettata e non riconosciuta dagli altri Stati affacciati sul bacino, i quali a loro volta rivendicano in tutto o in parte le isole e gli scogli della zona.
Le rivendicazioni territoriali cinesi sull'area della Secca di James sono considerate dagli studiosi come irricevibili alla luce delle norme del diritto internazionale: la secca si trova a più di 1000 miglia nautiche dal più vicino territorio cinese non contestato (l'isola di Hainan), è ampiamente fuori dai confini delle acque territoriali e della zona economica esclusiva cinese e non giace sulla piattaforma continentale della Cina. La secca giace invece nella piattaforma continentale della Malaysia, ed è da questa ufficialmente rivendicata e amministrata; le pretese malaysiane sulla secca sono state ufficialmente riconosciute da diversi Stati vicini (l'Indonesia nel 1969, il Vietnam e Brunei nel 2009) nelle more dei trattati di delimitazione dei rispettivi confini marittimi. Il governo della Malaysia ha di conseguenza condotto varie attività per affermare nel concreto la propria sovranità sulla secca: sono state condotte prospezioni ed esplorazioni alla ricerca di giacimenti sottomarini di gas naturale e petrolio, sono stati costruiti e mantenuti ausili alla navigazione, e le unità navali della Marina militare malaysiana pattugliano e mantengono una sorveglianza costante sulle acque attorno alla secca.
La contesa tra Cina e Malaysia circa il possesso della Secca di James ha dato luogo ad occasionali momenti di tensione. Nel marzo 2013 navi da guerra cinesi si spinsero fino alle acque della secca per condurvi esercitazioni militari con impiego di munizioni reali, azione cui fecero seguito proteste diplomatiche da parte del governo della Malaysia; nell'aprile seguente altre navi cinesi tornarono sopra la secca e gettarono sul suo fondale dei cippi al fine di marcarla come territorio cinese, portando la Malaysia a rafforzare il suo dispositivo militare nella zona. Navi militari cinesi tornarono a esercitarsi nelle acque della secca nel gennaio 2014, e pattugliamenti da parte delle unità cinesi continuarono a verificarsi nella zona della Secca di James anche negli anni seguenti. Nel luglio 2020 l'allora segretario di Stato degli Stati Uniti d'America Mike Pompeo condannò ufficialmente le pretese cinesi sulla Secca di James, indicandole come illegali alla luce delle norme internazionali.